# Districte electoral de Solsona
El districte de Solsona fou una circumscripció electoral del Congrés dels Diputats utilitzada en les eleccions generals espanyoles entre 1871 i 1923. Es tractava d'un districte uninominal, ja que només era representat per un sol diputat.

## Àmbit geogràfic
El districte comprenia el sud del partit judicial de Solsona, el nord del partit de Cervera i l'est del partit de Balaguer.

## Diputats electes
| Elecció | Elecció        | Diputat                     | Partit/Ideologia                    |
| ------- | -------------- | --------------------------- | ----------------------------------- |
|         | 1871           | Joan Civit d'Albareda       | Sense dades                         |
|         | Abril 1872     | Manuel Sánchez García       | Partit Radical                      |
|         | Agost 1872     | Eusebi Pascual i Casas      | Partit Republicà Democràtic Federal |
|         | 1872 (parcial) | Carles Martrà               | Sense dades                         |
|         | 1876           | Manuel de Azcárraga Palmero | Liberal                             |
|         | 1879           | Federico Hoppe y Rute       | Conservador                         |
|         | 1881           | Manuel de Azcárraga Palmero | Liberal                             |
|         | 1891           | Miquel Agelet i Besa        | Liberal                             |
|         | 1893           | Joan Maluquer i Viladot     | Liberal                             |
|         | 1899           | Isidre Valls i Pallerola    | Conservador                         |
|         | 1905           | Josep Agelet i Garrell      | Liberal Demòcrata                   |
|         | 1907           | Pere Milà i Camps           | Lliga Regionalista (solidari)       |
|         | 1916           | Daniel Riu i Periquet       | Liberal                             |
|         | 1919           | Joan Sarradell i Farràs     | Unió Monàrquica Nacional            |
|         | 1920           | Eduard Aunós Pérez          | Lliga Regionalista                  |

## Resultats electorals

### Dècada de 1920
| Eleccions generals del 29/04/1923 |                    |                         |       |      |
| Partit/Ideologia                  | Partit/Ideologia   | Candidat                | Vots  | %    |
|                                   | Lliga Regionalista | Eduard Aunós Pérez      | 4.461 | 59,4 |
|                                   | Independent        | Antoni Gabarró i Torres | 3.054 | 40,6 |
| Total                             | Total              | Total                   | 7.515 | 100  |
| Cens/participació                 | Cens/participació  | Cens/participació       | 8.944 | 84,0 |

| Eleccions generals del 19/12/1920 |                          |                        |       |      |
| Partit/Ideologia                  | Partit/Ideologia         | Candidat               | Vots  | %    |
|                                   | Lliga Regionalista       | Eduard Aunós Pérez     | 5.322 | 97,4 |
|                                   | Partit Republicà Radical | Josep Estadella i Arnó | 92    | 1,7  |
|                                   | Altres                   | Altres                 | 51    | 0,9  |
| Total                             | Total                    | Total                  | 5.465 | 100  |
| Cens/participació                 | Cens/participació        | Cens/participació      | 8.777 | 62,3 |

### Dècada de 1910
| Eleccions generals del 01/06/1919 |                          |                         |       |      |
| Partit/Ideologia                  | Partit/Ideologia         | Candidat                | Vots  | %    |
|                                   | Unió Monàrquica Nacional | Joan Sarradell i Farràs | 2.594 | 44,8 |
|                                   | Independent              | Josep Maria Siscart     | 362   | 6,3  |
|                                   | Altres                   | Altres                  | 2.835 | 49,0 |
| Total                             | Total                    | Total                   | 5.791 | 100  |
| Cens/participació                 | Cens/participació        | Cens/participació       | 9.732 | 59,5 |

| Eleccions generals del 24/02/1918 |                     |                         |       |      |
| Partit/Ideologia                  | Partit/Ideologia    | Candidat                | Vots  | %    |
|                                   | Liberal autonomista | Daniel Riu i Periquet   | 3.810 | 51,7 |
|                                   | Lliga Regionalista  | Antoni Gabarró i Torres | 3.537 | 48,0 |
|                                   | Altres              | Altres                  | 20    | 0,3  |
| Total                             | Total               | Total                   | 7.367 | 100  |
| Cens/participació                 | Cens/participació   | Cens/participació       | 9.075 | 81,2 |

| Eleccions generals del 09/04/1916 |                  |                       |                                                     |
| Partit/Ideologia                  | Partit/Ideologia | Candidat              | Vots                                                |
|                                   | Liberal          | Daniel Riu i Periquet | Electe mitjançant l'article 29 de la llei electoral |

| Eleccions generals del 08/03/1914 |                       |                         |       |      |
| Partit/Ideologia                  | Partit/Ideologia      | Candidat                | Vots  | %    |
|                                   | Republicà independent | Pere Milà i Camps       | 3.932 | 55,3 |
|                                   | Conservador           | Ferran Valls i Taberner | 3.148 | 44,3 |
|                                   | Altres                | Altres                  | 17    | 0,2  |
| Vots en blanc                     | Vots en blanc         | Vots en blanc           | 10    | 0,1  |
| Total                             | Total                 | Total                   | 7.107 | 100  |
| Cens/participació                 | Cens/participació     | Cens/participació       | 8.776 | 81,0 |

| Eleccions generals del 08/05/1910 |                    |                   |                                                     |
| Partit/Ideologia                  | Partit/Ideologia   | Candidat          | Vots                                                |
|                                   | Lliga Regionalista | Pere Milà i Camps | Electe mitjançant l'article 29 de la llei electoral |

### Dècada de 1900
| Eleccions generals del 21/04/1907 |                               |                        |       |      |
| Partit/Ideologia                  | Partit/Ideologia              | Candidat               | Vots  | %    |
|                                   | Lliga Regionalista (solidari) | Pere Milà i Camps      | 4.674 | 70,8 |
|                                   | Liberal anti-solidari         | Josep Agelet i Garrell | 1.844 | 27,9 |
|                                   | Altres                        | Altres                 | 85    | 1,3  |
| Total                             | Total                         | Total                  | 6.603 | 100  |
| Cens/participació                 | Cens/participació             | Cens/participació      | 9.046 | 73,0 |

| Eleccions generals del 10/11/1905 |                   |                           |       |      |
| Partit/Ideologia                  | Partit/Ideologia  | Candidat                  | Vots  | %    |
|                                   | Liberal Demòcrata | Josep Agelet i Garrell    | 5.277 | 72,4 |
|                                   | Independent       | José Menendez de Parra    | 2.006 | 27,5 |
|                                   | Republicà         | Nicolás Salmerón y Alonso | 5     | 0,1  |
|                                   | Altres            | Altres                    | 1     | 0,0  |
| Total                             | Total             | Total                     | 7.289 | 100  |
| Cens/participació                 | Cens/participació | Cens/participació         | 8.984 | 81,1 |

| Elecció parcial del 26/05/1903 |                   |                           |       |      |
| Partit/Ideologia               | Partit/Ideologia  | Candidat                  | Vots  | %    |
|                                | Conservador       | Isidre Valls i Pallerola  | 6.158 | 98,3 |
|                                | Republicà         | Nicolás Salmerón y Alonso | 101   | 1,6  |
|                                | Liberal           | Francesc de Ciurana       | 0     | 0,0  |
|                                | Altres            | Altres                    | 7     | 0,1  |
| Total                          | Total             | Total                     | 6.266 | 100  |
| Cens/participació              | Cens/participació | Cens/participació         | 8.892 | 70,5 |

| Eleccions generals del 19/05/1901 |                          |                          |        |      |
| Partit/Ideologia                  | Partit/Ideologia         | Candidat                 | Vots   | %    |
|                                   | Conservador polaviejista | Isidre Valls i Pallerola | 3.113  | 52,4 |
|                                   | Liberal                  | Mariano Jorro Barber     | 2.821  | 47,5 |
|                                   | Altres                   | Altres                   | 2      | 0,0  |
| Total                             | Total                    | Total                    | 5.936  | 100  |
| Cens/participació                 | Cens/participació        | Cens/participació        | 10.365 | 57,3 |

### Dècada de 1890
| Eleccions generals del 16/04/1899 |                   |                          |       |      |
| Partit/Ideologia                  | Partit/Ideologia  | Candidat                 | Vots  | %    |
|                                   | Conservador       | Isidre Valls i Pallerola | 3.337 | 51,3 |
|                                   | Altres            | Altres                   | 3.169 | 48,7 |
| Total                             | Total             | Total                    | 6.506 | 100  |
| Cens/participació                 | Cens/participació | Cens/participació        | 8.878 | 73,3 |

| Eleccions generals del 27/03/1898 |                   |                         |       |      |
| Partit/Ideologia                  | Partit/Ideologia  | Candidat                | Vots  | %    |
|                                   | Liberal           | Joan Maluquer i Viladot | 5.883 | 95,3 |
|                                   | Altres            | Altres                  | 291   | 4,7  |
| Total                             | Total             | Total                   | 6.174 | 100  |
| Cens/participació                 | Cens/participació | Cens/participació       | 8.956 | 68,9 |

| Eleccions generals del 12/04/1896 |                   |                         |       |      |
| Partit/Ideologia                  | Partit/Ideologia  | Candidat                | Vots  | %    |
|                                   | Liberal           | Joan Maluquer i Viladot | 3.031 | 54,4 |
|                                   | Altres            | Altres                  | 2.541 | 45,6 |
| Total                             | Total             | Total                   | 5.572 | 100  |
| Cens/participació                 | Cens/participació | Cens/participació       | 8.948 | 62,3 |

| Eleccions generals del 05/03/1893 |                   |                         |       |      |
| Partit/Ideologia                  | Partit/Ideologia  | Candidat                | Vots  | %    |
|                                   | Liberal           | Joan Maluquer i Viladot | 3.566 | 68,5 |
|                                   | Altres            | Altres                  | 1.640 | 31,5 |
| Total                             | Total             | Total                   | 5.206 | 100  |
| Cens/participació                 | Cens/participació | Cens/participació       | 8.720 | 59,7 |

| Eleccions generals del 01/02/1891 |                  |                      |       |
| Partit/Ideologia                  | Partit/Ideologia | Candidat             | Vots  |
|                                   | Liberal          | Miquel Agelet i Besa | 5.209 |

### Dècada de 1880
| Eleccions generals del 04/04/1886 |                  |                             |       |      |
| Partit/Ideologia                  | Partit/Ideologia | Candidat                    | Vots  | %    |
|                                   | Liberal          | Manuel de Azcárraga Palmero | 1.587 | 86,8 |
|                                   | Altres           | Altres                      | 241   | 13,2 |
| Total                             | Total            | Total                       | 1.828 | 100  |

| Eleccions generals del 27/04/1884 |                  |                             |       |      |
| Partit/Ideologia                  | Partit/Ideologia | Candidat                    | Vots  | %    |
|                                   | Liberal          | Manuel de Azcárraga Palmero | 689   | 50,8 |
|                                   | Altres           | Altres                      | 668   | 49,2 |
| Total                             | Total            | Total                       | 1.357 | 100  |

| Elecció parcial del 25/03/1883 |                  |                             |       |       |
| Partit/Ideologia               | Partit/Ideologia | Candidat                    | Vots  | %     |
|                                | Liberal          | Manuel de Azcárraga Palmero | 1.598 | 100,0 |
| Total                          | Total            | Total                       | 1.598 | 100   |

| Eleccions generals del 20/08/1881 |                  |                             |       |      |
| Partit/Ideologia                  | Partit/Ideologia | Candidat                    | Vots  | %    |
|                                   | Liberal          | Manuel de Azcárraga Palmero | 1.661 | 95,5 |
|                                   | Altres           | Altres                      | 78    | 4,5  |
| Total                             | Total            | Total                       | 1.739 | 100  |

### Dècada de 1870
| Eleccions generals del 20/04/1879 |                  |                       |       |      |
| Partit/Ideologia                  | Partit/Ideologia | Candidat              | Vots  | %    |
|                                   | Conservador      | Federico Hoppe y Rute | 1.030 | 59,9 |
|                                   | Altres           | Altres                | 690   | 40,1 |
| Total                             | Total            | Total                 | 1.720 | 100  |

| Eleccions generals del 20/01/1876 |                  |                             |       |      |
| Partit/Ideologia                  | Partit/Ideologia | Candidat                    | Vots  | %    |
|                                   | Liberal          | Manuel de Azcárraga Palmero | 7.008 | 97,7 |
|                                   | Altres           | Altres                      | 167   | 2,3  |
| Total                             | Total            | Total                       | 7.175 | 100  |

| Eleccions generals del 10/05/1873 |                  |               |       |       |
| Partit/Ideologia                  | Partit/Ideologia | Candidat      | Vots  | %     |
|                                   | Sense dades      | Carles Martrà | 3.353 | 100,0 |
| Total                             | Total            | Total         | 3.353 | 100   |

| Elecció parcial del 13/11/1872 |                  |               |       |      |
| Partit/Ideologia               | Partit/Ideologia | Candidat      | Vots  | %    |
|                                | Sense dades      | Carles Martrà | 1.634 | 92,4 |
|                                | Altres           | Altres        | 134   | 7,6  |
| Total                          | Total            | Total         | 1.768 | 100  |

| Eleccions generals del 24/08/1872 |                                     |                        |       |      |
| Partit/Ideologia                  | Partit/Ideologia                    | Candidat               | Vots  | %    |
|                                   | Partit Republicà Democràtic Federal | Eusebi Pascual i Casas | 2.177 | 99,9 |
|                                   | Altres                              | Altres                 | 3     | 0,1  |
| Total                             | Total                               | Total                  | 2.180 | 100  |

| Eleccions generals del 03/04/1872 |                  |                       |       |      |
| Partit/Ideologia                  | Partit/Ideologia | Candidat              | Vots  | %    |
|                                   | Partit Radical   | Manuel Sánchez García | 5.835 | 63,2 |
|                                   | Altres           | Altres                | 3.397 | 36,8 |
| Total                             | Total            | Total                 | 9.232 | 100  |

| Eleccions generals del 08/03/1871 |                   |                       |       |      |
| Partit/Ideologia                  | Partit/Ideologia  | Candidat              | Vots  | %    |
|                                   | Sense dades       | Joan Civit d'Albareda | 2.891 | 38,8 |
|                                   | Altres            | Altres                | 4.558 | 61,2 |
| Total                             | Total             | Total                 | 7.449 | 100  |
| Cens/participació                 | Cens/participació | Cens/participació     | 8.525 | 87,4 |